# Spiral Island e Joyxee Island

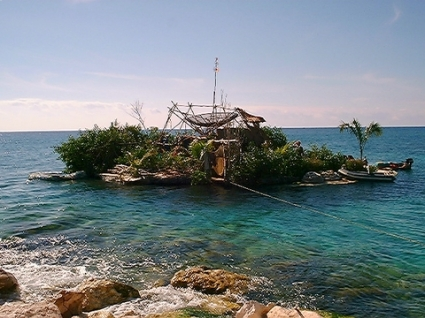
La Spiral Island (2000)

Spiral Island (1998-2002) e Joyxee Island (2009-2015) è il nome di due isole galleggianti artificiali create dall'artista britannico Richart "Rishi" Sowa, da lui utilizzate come villa privata.
Peculiarità delle due isole è la loro struttura, composta alla base da innumerevoli bottiglie di plastica riciclate. Secondo le intenzioni di Sowa, la scelta ricade sulla necessità di recuperare materiale inutilizzato a favore dell'ambiente.
L'artista realizzò la Joyxee Island per rimpiazzare la Spiral Island, travolta dall'uragano Emily nel 2005.

## Spiral Island
La costruzione della Spiral Island iniziò nel 1998 in una laguna di Puerto Aventuras, sulla costa caraibica del Messico a sud di Cancún. Sowa riempì molte reti con 250.000 bottiglie di plastica riciclata. Successivamente vi pose sopra una struttura fatta di legno compensato e bambù. Dopodiché riempì di sabbia l'isola e vi piantò alcune piante che mantenevano fresco il clima dell'isola. Fra di esse vi erano alcune mangrovie che, avvolgendo la base dell'isola, contribuivano a mantenere salda la struttura alla base. Per completare l'opera, l'artista impiegò quattro anni di tempo.
La Spiral Island, che misurava venti per sedici metri, supportava una casa con pareti in legno di palma e un tetto rivestito di plastica per raccogliere l'acqua piovana da bere. La residenza che essa sorreggeva era a due piani e disponeva di due camere da letto e una cucina. Sowa era l'unico residente della Spiral Island.
Successivamente, la Spiral Island venne travolta dall'Uragano Emily nel 2005 e trascinata a riva.

## Joyxee Island
A partire dal 2009 Sowa iniziò a costruire una nuova casa nota come Joyxee Island, che terminò dopo sei anni di lavoro ma che continuò a migliorare nel tempo aggiungendovi sempre muovi elementi.
Più piccola della Spiral Island, la Joyxee Island è collocata in una laguna di Isla Mujeres (vicina a Cancún) a pochi metri dalla riva. La casa sulla Joyxee Island dispone di tre docce, una cucina, un bagno, una toilette ecologica, due camere da letto e una vasca idromassaggio. Essa è circondata da varie piante e alberi quali palme, mangrovie e alberi da frutto; dispone anche di spiagge, stagni, una cascata alimentata a energia solare e pannelli solari. La nuova isola venne costruita su una base di 120.000 bottiglie di plastica ed è collegata alla terraferma da un cordone che alimenta l'elettricità e l'acqua corrente dell'isola. Rishi sostiene che le bottiglie, anche se create dall'uomo, si adattano facilmente all'ambiente circostante, come confermerebbe il corallo che si radica sul lato inferiore della sua casa. La residenza di Sowa è accessibile grazie a una imbarcazione, sempre realizzata con bottiglie di plastica, che può trasportare fino a otto persone. La barca, è divenuta in seguito un'attrazione turistica. Quando il governo messicano considerò la Joyxee Island una "barca ecologica" e un'attrazione per i turisti, Rowa dovette rispettare le normative in materia di canottaggio che comportavano l'acquisto di estintori, salvagenti e kit di emergenza: fattori che spinsero l'artista ad autofinanziarsi con le piattaforme virtuali.